# Belén Lobo
Belén Lobo (Caracas, 17 de agosto de 1932-23 de noviembre de 2014) fue una bailarina, maestra e historiadora de la danza venezolana. Junto a Vicente Nebrada, Irma Contreras y Graciela Henríquez, fue parte de la generación pionera de la actividad dancística venezolana en los años 1940.

## Biografía
Belén era hija de Mercedes Núñez y Manuel Salvador Lobo. Inició sus estudios primarios en el colegio La Gran Colombia y fue allí donde inició su gusto por la danza, al ser elegida para formar parte del grupo de alumnas de la maestra austriaca Steffy Stahl, quien impartía el curso de gimnasia rítmica aplicando el método Dalcroze y montaba los espectáculos de fin de curso para diferentes colegios públicos de Caracas. Terminó la primaria en 1947 e inmediatamente ingresó a estudiar la secundaria en el liceo Fermín Toro. En 1948, Nena Coronil funda la Escuela Nacional de Ballet y Belén empezó a tomar clases allí en paralelo a sus estudios de bachillerato.
En 1951, sin terminar los estudios, viajó a Nueva York a estudiar en la School of American Ballet. Allí estuvo dos años y en 1953 regresó a Venezuela e ingresó al Ballet Nena Coronil y bailó Las Sílfides, con la versión de Vicente Nebrada, para la primera transmisión de la televisora Radio Caracas Televisión. En 1955, Margot Contreras funda la Academia Interamericana de Ballet y Belén se cambia de escuela, junto con gran parte del alumnado de la Escuela Nena Coronil, que cerró poco tiempo después. La Academia Interamericana fue la predecesora del Ballet Nacional de Venezuela, compañía conformada por la generación pionera de la danza en Venezuela y que recibió apoyo y subsidio del estado venezolano durante 25 años.
En 1957 tuvo a su primer hijo, Rhazil. En 1960, el Ballet Nacional de Venezuela fue invitado a participar en el Primer Festival de Ballet de La Habana, a donde fue Belén como parte del elenco. Al regreso a Caracas conoció el trabajo de Grishka Holguin y dejó el ballet clásico por la danza moderna. 
Se casó con el escritor y crítico de cine Rodolfo Izaguirre en 1964. Un año después nació su segundo hijo Boris y en 1971, su hija Valentina.
Se retiró del escenario en 1975.
Fue directora de Danza del Consejo Nacional de la Cultura desde 1974 y hasta 1988. En 1981 fundó el Instituto Superior de Danza, que luego pasaría a ser Instituto Universitario de Danza y, posteriormente Universidad Nacional Experimental de las Artes. En 1987 fue galardonada con el Premio Conac de la Danza.

## Publicaciones
- Nebreda/Nebrada. 1996. Editor: Consejo Nacional de la Cultura, Fundación Cultural Chacao. ISBN: 9800730494
- Venezuela siglo XX. Visiones y testimonios. Giselle ha salido poco de su casa. Editor: Asdrúbal Baptista. Ediciones Fundación Polar. ISBN: 980-379-015-3[4]